# Live! In Buffalo
Live! In Buffalo è un live album degli Helix, uscito nel 2001 per l'Etichetta discografica Dirty Dog Records.

## Tracce
1. No Rest For The Wicked
2. 6 Strings 9 Lives
3. Let's All Do It Tonite
4. Never Want To Lose You
5. Everybody Pays The Price
6. You Keep Me Rocking
7. White Lace & Black Leather
8. Check Out The Love
9. Hot On The Heels Of Love
10. Heavy Metal Love
11. Dirty Dog
12. No High Like Rock And Roll
13. My Kind Of Rock

## Formazione
- Brian Vollmer - voce
- Paul Hackman - chitarra, cori
- Brent Doerner - chitarra, cori
- Mike Uzilac - basso
- Greg "Fritz" Hinz - batteria